# Cerâmica Pozzani
Cerâmica Pozzani foi uma empresa fundada na cidade de Jundiaí pelo empresário ítalo-brasileiro Francisco Pozzani (29 de julho de 1899 - 31 de julho de 1955) na década de 1930. Ao lado da Cerâmica Lamparelli e da Antonio Nogueira & Cia, foi uma das três mais importantes empresas fabricantes de filtros de água e cerâmica no estado de São Paulo.

## História
Em 1934, Pozzani adquiriu a empresa Cerâmica Santa Josefina produtora de louças domésticas, mudando seu nome para Cerâmica Carlos Gomes onde começou a produzir velas para filtros de cerâmica.
A ideia de produzir velas teria vindo da necessidade de conseguir água filtrada e fervida para um de seus filhos. Isso teria acontecido por volta do ano de 1931, quando o garoto teria sido acometido pelo tifo e necessitava beber água filtrada e fervida. Na época, ele obteve um filtro italiano de metal da marca "Lete" no almoxarifado da Companhia Paulista de Estradas de Ferro. Esse episódio teria sido o embrião da ideia de que ele seria capaz de fabricar um produto similar àquele.
Não se sabe ao certo a data na qual a Cerâmica Carlos Gomes mudou seu nome para Cerâmica Pozzani, mas no final da década de 1930, a empresa começou a lançar jogos de café e chá, bules e sopeiras que levavam a assinatura da Cerâmica Pozzani e que fizeram enorme sucesso. Na década de 1950, Pozzani lançou um filtro de água inovador que se ligava diretamente na torneira.
A indústria funcionou durante 80 anos e em seu melhor período chegou a ter 1000 funcionários. A Cerâmica Pozzani foi vendida em 2003 para um grupo de investidores e passou a se chamar Indústria Brasileira de Artefatos Cerâmicos (IBAC), mas a empresa acabou indo à falência.

## Fundador
Francisco Pozzani (1899-1955) foi um empresário filho de italianos imigrantes no Brasil e fundador da empresa Cerâmica Pozzani. Ao lado da Cerâmica Lamparelli e da Antonio Nogueira & Cia, a empresa fundada por Francisco Pozzani foi uma das três mais importantes empresas fabricantes de filtros no estado de São Paulo na década de 1930. Francisco Pozzani nasceu no dia 19 de julho de 1899 e começou sua vida profissional trabalhando como fundidor de sanitários na Cia. Cerâmica Jundiaiense. Ao longo de sua vida, tornou-se um notório empresário no interior do estado de São Paulo, fundando e dirigindo a Indústrias Francisco Pozzani, das três mais importantes empresas fabricantes de filtros no estado de São Paulo na década de 1930. Faleceu em 31 de julho de 1955 e está enterrado no Cemitério Municipal Nossa Senhora do Desterro, numa sepultura em granito polido, estilo modernista.